# Svobodný a otevřený software
Svobodný a otevřený software (jinak také FOSS nebo FLOSS z anglického názvu free/libre and open-source software) je v informatice označení pro software, který je zároveň svobodný a otevřený. FLOSS byl založen na myšlence, která věří, že uživatel by měl mít právo získat a distribuovat originální zdrojový kód softwaru, redistribuovat ho a publikovat jeho upravenou verzi. Svobodným softwarem je myšlen takový software, který respektuje uživatele a jeho práva, to znamená, že uživatel může spustit, kopírovat, distribuovat, studovat, měnit a vylepšovat zdrojový kód softwaru. Otevřený software umožňuje všem uživatelům přístup ke zdrojovému kódu.
Jedná se o opak softwaru s uzavřeným kódem (proprietární software), který je chráněn omezujícím autorským právem a jehož zdrojový kód není obvykle uživatelům přístupný.
Free software je v angličtině často špatně pochopený termín. „Free“ totiž znamená „svobodný“ i „zdarma“, a proto je často svobodný software mylně považován za bezplatný.
Svobodné a otevřené operační systémy (např. Linux a nástupci BSD) pohánějí miliony serverů, stolních počítačů, chytrých telefonů (např. operační systém Android) a dalších zařízení. Licence svobodného softwaru a open-source licence používá mnoho softwarových balíků.

## Historie
Termín svobodného softwaru se dostal do povědomí v 70. letech díky Richardu Stallmanovi, který věřil, že zdrojový kód by měl být dostupný pro všechny. Reagoval tak na rozvoj a rozšíření osobních počítačů na začátku 70. let 20. století, kdy vznikl nový business model stavěný na softwaru chráněným autorským právem a často skrytým zdrojovým kódem.

## Volnost užití
Software je považován za svobodný, pokud splňuje čtyři základní podmínky:
- Volnost spustit program za jakýmkoliv účelem (volnost 0).
- Volnost studovat, jak program operuje a přizpůsobit ho svým potřebám (volnost 1). Předpokladem je přístup ke zdrojovému kódu.
- Volnost redistribuovat kopie, za účelem pomoci ostatním (volnost 2).
- Volnost distribuovat modifikované verze ostatním uživatelům (volnost 3). Předpokladem je přístup ke zdrojovému kódu.[4]

## Výhody
Jednou ze zásadních výhod je bezpečnost (zejména vůči malware) a kontrola. Kdokoli může zdrojový kód prohlížet a kontrolovat, což umožňuje průhledné vylepšení nebo odhalení skrytých funkcí. 
Další výhodou je stabilita a jistota. Jelikož je zdrojový kód veřejně distribuován, uživatelé spoléhající na tento software pro kritické úkoly si mohou být jisti, že software nezmizí nebo se nezhroutí, pokud na něm původní tvůrci přestanou pracovat. 
V neposlední řádě je výhodou cena. FLOSS bývá dostupný zadarmo, přesto se ale v mnoha případech spoléhá na sponzoring. Na sponzorské dary se spoléhají především desktopové aplikace jako je například VLC, GIMP a Inkscape.
Poslední výhodou je tvoření komunity. Příkladem je GitHub, kde je hostována většina existujících open-source projektů. Je tak možné, aby se tisíce vývojářů z celého světa zapojily do vylepšování a opravování knihoven, hledání chyb a společného vytváření nových nástrojů. Dalším podobným serverem je například GitLab.

## Příklady svobodného a otevřeného softwaru a jejich licencí
- Mozilla Firefox – MPL 2.0
- WordPress – GNU GPL 2.0
- Krita – GNU GPL 3.0
- Android Open Source Project – Apache Licence 2.0[10]